# Philip Crampton
Philip Crampton (Dublino, 1959) è un imprenditore e dirigente d'azienda irlandese, presidente della Federazione Europea dei Costruttori dal 2022 al 2024.

## Biografia
Philip Crampton è il proprietario di quarta generazione dell'impresa edile di famiglia G&T Crampton Ltd, una delle principali società di costruzioni irlandesi fondata nel 1879.
È nato a Dublino nel 1959.  Laureato in ingegneria civile al Trinity College di Dublino, ha lavorato con Ellis Don Construction in Canada, uno dei maggiori appaltatori generali canadesi.  Nel 1987 è tornato in Irlanda per lavorare per G&T Crampton, una delle imprese edili più longeve del Paese.  Attualmente è amministratore delegato congiunto dell'azienda. La Crampton ha costruito l'iconica ambasciata statunitense a Dublino, le torri di Georges Quay e il Four Seasons Hotel di Dublino.
Per più di 25 anni ha rappresentato gli interessi dell'industria delle costruzioni in posizioni di rilievo. Dapprima a livello nazionale, a partire dalla metà del 1990, ha presieduto diversi comitati politici della Irish Construction Industry Federation e infine come presidente della CIF nel 2013.  Crampton è stato presidente della Master Builders & Contractors Association (MBCA) nel 2003 e nel 2004 e vicepresidente senior del CIF negli ultimi due anni.  È inoltre fortemente coinvolto in vari comitati del CIF, come presidente sia del sottocomitato per gli appalti, le gare e le questioni contrattuali del CIF, sia del comitato per la fiscalità, gli investimenti e la spesa pubblica.
A livello europeo è stato Vicepresidente della FIEC con delega alla Comunicazione dal 2015 e Primo Vicepresidente della FIEC dal 2021.
Viene nominato ufficialmente presidente di FIEC dall'assemblea generale il 13 maggio 2022 all'unanimità.